# Heinrich Eduard Dirksen
Heinrich Eduard Dirksen, född 13 september 1790 i Königsberg (nuvarande Kaliningrad), död 10 februari 1868 i Berlin, var en tysk jurist.
Dirksen blev juris doktor 1812, samma år extra ordinarie professor i Königsberg och var 1817–1829 ordinarie professor där. Hans berättigade krav på en professur vid Berlins universitet strandade däremot på fakultetens motstånd. Från 1833 var han dock verksam där som privatdocent.
Utan att vara någon renlärig anhängare till Friedrich Carl von Savigny, utan försiktigare, självständigare och mer kritisk än vissa av den historiska skolans ledare, följde han den Cujas-Savignyska forskningsmetoden; i sina huvudarbeten Versuche zur Kritik und Auslegung der Quellen des Römischen Rechts (1823), Uebersicht der bisherigen Versuche zur Kritik und Herstellung des Textes der Zwölf-Tafel-Fragmente (1824), System der juristischen Lexicographie (1834), Manuale latinitatis fontium juris civilis Romanorum. Thesaurus latinitalis epitome (1837) framstår han som en banbrytare för den filologisk-historiska riktningen inom rättshistorien. 
Förutom en mängd avhandlingar, akademiska skrifter och dylikt publicerade Dirksen vidare Civilistische Abhandlungen (I–II, 1820), Beiträge zur Kunde des Römischen Rechts (1825), Vermischte Schriften (I, 1841) och Die Scriptores Historiae Augustae (1842). Hans Hinterlassene Schriften zur Kritik und Auslegung der Quellen römischer Rechtsgeschichte und Alterthumskunde (I–II) utgavs 1871 av hans lärjunge Friedrich Daniel Sanio.